# Tân Đại Vương
Tân Đại Vương (89 – 179, trị vì từ năm 165 – 179, hưởng thọ 91 tuổi). Ông là vị vua thứ 8 của Cao Câu Ly – một trong 3 quốc gia của thời Tam Quốc Triều Tiên cùng với Tân La và Bách Tế. Theo Tam quốc sử ký, ông là em trai của vua Thái Tổ Đại Vương và vua Thứ Đại Vương. Tên thật của ông là Cao Bá Cố (高伯固, 고백고, Ko Paekko).
Ông lên ngôi sau khi Minh Lâm Đáp Phu (明臨答夫, 명림답부, Myŏngrim Tappu) giết chết Thứ Đại Vương, lúc đó ông đã 77 tuổi. Nhưng theo Tam quốc di sự, chính Tân Đại Vương đã ám sát Thái Tổ và giết chết Thứ Đại Vương để lên ngôi. Việc lên ngôi của ông được nhiều đại thần ủng hộ.
Sau khi lên ngôi, ông ra sức ổn định cục diện, buộc những người con trai của Thứ Đại Vương và các đối thủ khác phải chịu lép dưới quyền hành của mình. Để củng cố thêm sức mạnh cho mình và vương tộc, ông lập ra ty bộ Quốc Tướng (國相, 국상, Kuksang), và cho Minh Lâm Đáp Phu cai quản bộ ấy.
Trong những năm từ 169 và 172, Cao Câu Ly bị nhà Hán tấn công nhưng tất cả những đợt tấn công này đều bị đẩy lui. Cao Câu Ly quyết định liên kết với bộ tộc Tiên Ti tấn công vào các cứ điểm Yuju và Byeongju của nhà Đông Hán. Nhưng sự liên minh đó không mang lại thắng lợi lớn cho họ khi chống lại nhà Hán. Đến tháng 11 năm 172, nhà Đông Hán lại cử binh sang đánh phá nhưng bị Quốc Tướng Minh Lâm Đáp Phu đánh tan tác tại trận Tọa Nguyên.
Năm 176, Tân Đại Vương phong cho con trai của mình là Cao Nam Vũ (高男武, 고남무, Ko Nammu) làm Thế tử nối ngôi. Tháng 12 năm 179, Tân Đại Vương băng hà, Thế tử lên kế vị, tức là Cố Quốc Xuyên Vương.